# HMS Scarborough (L25)
Pour les autres navires du même nom, voir HMS Scarborough.
Le HMS Scarborough est un sloop-of-war de la classe Hastings (en) de la Royal Navy.

## Histoire
En 1931, le Scarborough est affecté à la North America and West Indies Station basée dans les Bermudes. Augustus Agar, héros de la Première Guerre mondiale, est son capitaine pendant les années 1930.
Pendant l'été 1931, il va dans le Dominion de Terre-Neuve pour servir à la visite du gouverneur dans de petits ports. En 1933 et 1934, il transporte le Premier ministre britannique Ramsay MacDonald et sa fille vers la mission Grenfell à St. Anthony. En 1933, il va à l'Île-du-Prince-Édouard pour amener le sénateur canadien Creelman MacArthur à sa résidence d'été de Foxley River.
Le Scarborough est désarmé et sert à la surveillance quand il arrive à l'East Indies Station en mai 1939. Lors du déclenchement de la Seconde Guerre mondiale, il va à Colombo pour être réarmé.
Le Scarborough est affecté dans les eaux territoriales britanniques et, après avoir franchi la mer Rouge et la mer Méditerranée en décembre 1940, arrive à Plymouth en janvier 1941. Il est de nouveau modifié et assigné au Commander-in-Chief, Western Approaches. Il fait partie de la 1re Division d'escorte à Liverpool à partir de février pour protéger les convois et fait sa première patrouille le 27 en compagnie des destroyers HMS Vanoc et Whirlwind et du sloop Wellington. Ils couvrent le convoi OG 20F à Gibraltar, où le Scarborough et le Wellington arrivent en mars. Le Scarborough et le Wellington repartent vers Liverpool, la destination du convoi HG 23 avec les destroyers Campbell, Volunteer et Walker.
Il continue à protéger en mer d’Irlande les convois qui entrent et sortent de Liverpool, souvent en même temps que d'autres sloops. En juillet 1940, il est affecté à la North Western Approaches pour protéger les convois du Canada et des États-Unis. En octobre, il rejoint le convoi SC 7 qui comprend 35 navires marchands. Le convoi part de Sydney (Nouvelle-Écosse) le 4 octobre 1940 en direction de Liverpool et d'autres ports britanniques. Bien que vulnérable à l'attaque aérienne, il n'y a pas de protection aéronautique en 1940 pour les navires alliés dans l'océan Atlantique après avoir quitté les régions côtières. Le convoi est attaqué par une Rudeltaktik d'U-boots et subit de lourdes pertes, malgré l'arrivée le 16 octobre du sloop HMS Fowey et la corvette HMS Bluebell en renfort. Le Scarborough est attaqué le 17 octobre par l'U-48 et le lendemain par l'U-38. Le Leith et le Heartsease se joignent à l'escorte, mais les sous-marins allemands ont coulé 20 navires sans perdre l'un des leurs.
Le sloop reste affecté à la protection de convois pendant l'année 1941. Au printemps, le Scarborough intercepte et coule deux baleiniers norvégiens devenus allemands qui transportaient de l'huile vers Bordeaux. En avril, le Wolverine, le Scarborough et l'Arbutus escortent dans les atterrages occidentaux le convoi SC 26 quand ils détectent et chargent l'U-76 qui doit faire surface et est neutralisé. Le Scarborough est réparé en août puis rejoint en octobre le 43e groupe d'escorte des convois entre le Royaume-Uni et Freetown. Le 16 avril 1942, il entre en collision avec le HMS Bradford. Il est réparé en juillet et reçoit un radar de détection au niveau de l'eau.
Après une modification complète en octobre 1942, il sert en prévision de l'opération Torch en Afrique du Nord. Ensuite il protège les convois à Gibraltar puis dans l'ouest de la Méditerranée en janvier 1943. Il repart au Royaume-Uni en février 1943 au sein du 39e groupe d'escorte. Le 7 février, le sloop fait partie du convoi MJS 7 quand trois navires marchands touchent des mines déposées par un sous-marin allemand le 1er et le 2. L'Empire Mordred coule avec 12 membres d'équipage et 3 artilleurs, le Scarborough sauve le capitaine, 41 membres et 13 artilleurs qu'il ramène à Liverpool. Il est ensuite affecté dans le 15e groupe d'escorte à Belfast en janvier 1944.
En mai, il est assigné en vue du débarquement en Normandie en juin 1944. Le Scarborough suit de près les dragueurs de mines et des navires de la Hull Trinity House près des côtes normandes. Il dépose des bouées pour marquer les chenaux d'assaut. Le 7 juin, il est redéployé comme navire de surveillance des forces de côtes. Il retourne à Portsmouth en juillet puis va à Hartlepool où il est mis en réserve pendant le reste de la guerre.
Après la fin de la guerre, le Scarborough est retiré et vendu le 3 juin 1949. Il arrive à Thornaby-on-Tees le 3 juillet et est démonté.